# سرکشتی
سَرِکِشتی (۴۰ سالگی تاجیکستان) جماعت و شهرکی در کشور تاجیکستان است که در ناحیهٔ رودکی ناحیه‌های تابع جمهوری قرار دارد. جمعیت این جماعت ۲۲۹۵۱ است.